# القوات المسلحة الأذربيجانية

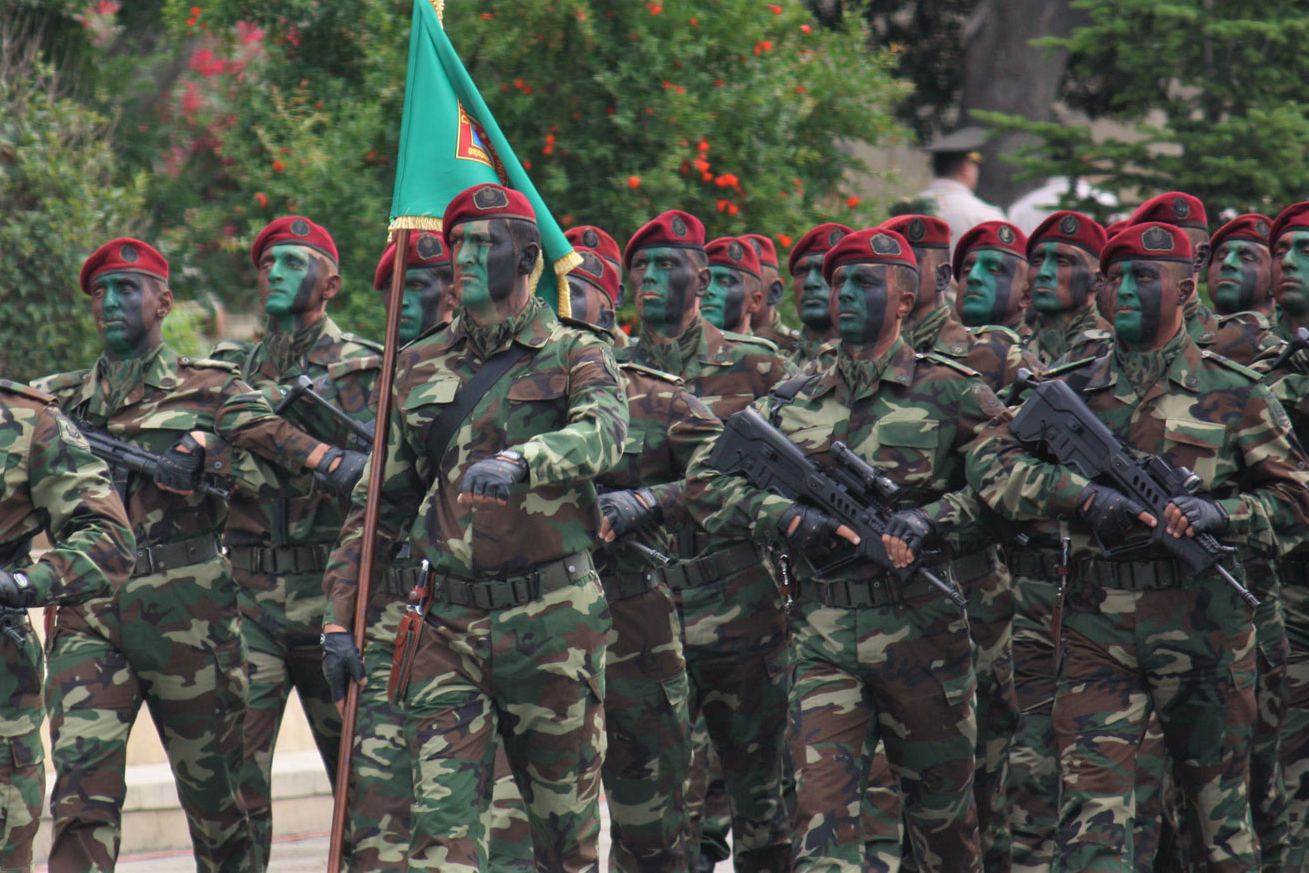
القوات الخاصة الآذرية

القوات المسلحة الأذربيجانية (بالأذرية: Azərbaycan Silahlı Qüvvələri)، هي القوات المسلحة لجمهورية أذربيجان. وقد أعيد تأسيسها في 9 أكتوبر 1991 وفقًا لقانون القوات المسلحة في البلاد. منذ سقوط الاتحاد السوفياتي، وأذربيجان تحاول تطوير قواتها المسلحة إلى الجيش المحترف، المدرب تدريبا جيدا، تم حل القوات المسلحة لجمهورية أذربيجان الديمقراطية الأصلية بعد استيعاب أذربيجان في الاتحاد السوفيتي كجمهورية أذربيجان الاشتراكية السوفيتية اعتبارًا من 28 أبريل 1920. بعد حل الاتحاد السوفيتي في 1991-1992، تم إصلاح القوات المسلحة الأذربيجانية على أساس القواعد والمعدات السوفيتية التي تركت على الأراضي الأذربيجانية.
تتكون القوات المسلحة من ثلاثة فروع: القوات البرية الأذربيجانية، والقوات الجوية والدفاع الجوي الأذربيجاني، والبحرية الأذربيجانية. تشمل القوات المرتبطة الحرس الوطني الأذربيجاني، والقوات الداخلية الأذربيجانية، وخدمة الحدود الحكومية، والتي يمكن أن تشارك في الدفاع عن الدولة في ظل ظروف معينة.
وفقًا لمصادر إعلامية أذربيجانية، تم تحديد الإنفاق العسكري لأذربيجان لعام 2009 عند 2.46 مليار دولار أمريكي، ومع ذلك، وفقًا لمعهد ستوكهولم الدولي لأبحاث السلام، تم إنفاق 1.473 مليار دولار فقط في ذلك العام. يشير المعهد الدولي للدراسات الاستراتيجية أيضًا إلى أن ميزانية الدفاع في عام 2009 كانت 1.5 مليار دولار. تشرف وزارة صناعة الدفاع في أذربيجان على تصميم وتصنيع وتنظيم وصيانة المعدات العسكرية. في المستقبل، تأمل أذربيجان في البدء في بناء الدبابات والمركبات المدرعة والطائرات العسكرية والمروحيات العسكرية.

## قانون القوات المسلحة
- القوات المسلحة لجمهورية أذربيجان - وهي مؤسسة عسكرية تتكون من القوات المسلحة الأذربيجانية وغيرها من الوحدات المسلحة التي أنشئت لضمان استقلال وسيادة وسلامة الأراضي وسلامة وحماية جمهورية أذربيجان.
- الجيش الأذربيجاني - وهو شكل مسلح للقوات المسلحة، يضمن الدفاع عن سلامة أراضي الجمهورية وحرمة أراضيها، ويكفل الدفاع المسلح لجمهورية أذربيجان.
- القوات المسلحة الأخرى لجمهورية أذربيجان - الهيئات الحكومية (الهيئات المدرجة في هيكل هيئات الدولة) والتي هي جزء لا يتجزأ من القوات المسلحة، تفي بمهام خاصة يحددها هذا القانون وتوفر الخدمة العسكرية.

## القواعد القانونية لنشاط القوات المسلحة
الأساس القانوني لنشاط القوات المسلحة هو دستور جمهورية أذربيجان، والمعاهدات الدولية التي تكون جمهورية أذربيجان طرفا فيها، وهذا القانون وغيره من القوانين القانونية المعيارية التي تنظم أنشطة القوات المسلحة.يتم تحديد الأساس القانوني لنشاط الجيش الأذربيجاني والوحدات المسلحة الأخرى بموجب القوانين ذات الصلة لجمهورية أذربيجان.الأهداف الرئيسية للقوات المسلحة خلال فترة السلام هي كما يلي:
- كن مستعداً لمنع العدوان على جمهورية أذربيجان والتغلب عليه.
- مراقبة الظروف التشغيلية وتغييرها الخطير والكشف والتحكم في الوقت المناسب للتحضير للعدوان على جمهورية أذربيجان.
- المشاركة في حماية النظام الدستوري والسيادة والنظام العام والسلامة العامة.
- لحماية حدود الدولة لجمهورية أذربيجان.
- تنظيم الدفاع المدني لضمان سلامة السكان والأراضي (الأرض والماء والمجال الجوي وأهداف الإنتاج والغرض الاجتماعي، فضلاً عن البيئة داخل حدود أراضي جمهورية أذربيجان).
- للمشاركة في القضاء على حالات الطوارئ.
- حماية المراكز الإدارية والسياسية الهامة في جمهورية أذربيجان، والبنية التحتية للطاقة والنقل، ومرافق الاتصالات، والبضائع الخاصة، والمرافق العسكرية والمرافق العامة الهامة الأخرى.
- السجن والسجن، فضلاً عن حماية ومرافقة الأشخاص المحتجزين في الحبس الاحتياطي، فضلاً عن حماية مؤسسات السجون.
- التحسين المستمر لخطط وبرامج التحضير والقتال والتعبئة والتحضير الروحاني - النفسي وبرامج السلطات العسكرية والقوات (القوات).
- تعبئة وتعبئة حزمة من التدابير للدعوة إلى الخدمة العسكرية.
- لتدريب العسكريين المحترفين، لتحسين التعليم العسكري باستمرار، لزيادة القدرة العلمية العسكرية.
- مكافحة الإرهاب الدولي والجريمة المنظمة.
- لتنفيذ التعاون العسكري الدولي.
- المشاركة في عمليات حفظ السلام وأداء المسؤوليات الأخرى الناشئة عن هذه الالتزامات بموجب الالتزامات الدولية لجمهورية أذربيجان.
- للمشاركة في إعداد مشروع حماية أراضي الدولة وخطة الدفاع المدني.
- زيادة مستوى الاستعداد للحرب والتعبئة، وتنفيذ مجموعة من التدابير الإضافية لتحقيق هذه الغاية.
- توفير أنظمة الطوارئ والعسكرية، والمشاركة في تنفيذ التدابير التحضيرية المتعلقة بالحماية الإقليمية.[12][13]

## تاريخه
في 26 يونيو 1918، بقرار من مجلس الوزراء في جمهورية أذربيجان الديمقراطية، أول وحدة عسكرية منتظمة - تم إنشاء الفيلق الأذربايجاني. أعطى هذا القرار الأساس القانوني لإنشاء أول حكومة ديمقراطية في العالم الإسلامي في الشرق. بعد الاحتلال السوفياتي لأذربيجان في عام 1920، ألغي الجيش الوطني.بعد استعادة دولة استقلال أذربيجان، في 9 أكتوبر 1991، اتخذ السوفيتي الأعلى لجمهورية أذربيجان قرارًا بإنشاء جيش وطني.
تأسست للمرة الأولى بمرسوم رئيس جمهورية أذربيجان بتاريخ 18 سبتمبر 1992. أعلن تاريخ تبني قرار السوفييتي الأعلى في أذربيجان بشأن تأسيس الجيش الأذربيجاني بعد استعادة استقلال أذربيجان للدولة في 1991 - 9 أكتوبر، يوم القوات المسلحة لجمهورية أذربيجان.ووفقاً لمرسوم رئيس جمهورية أذربيجان المؤرخ 22 مايو 1998، تم إلغاء المرسوم وأعلن في 26 يونيو / حزيران يوم القوات المسلحة لجمهورية أذربيجان. بمرسوم 26 يونيو 1918 ، بدأ تأسيس الجيش الوطني الأذربيجاني.في 1 أغسطس، تم تأسيس وزارة الدفاع الأذربيجانية.تم تعيين اللواء صمد بك ميهمانداروف نائبا لوزير الدفاع، اللفتنانت جنرال ألجا شيخلينسكي في 25 ديسمبر.في وقت قصير أنقذ الجيش الوطني الإمبراطورية العثمانية مع الجيش الإسلامي القوقازي من باكو والحوادث المحيطة بها من الاحتلال الأرميني البلشفي.

### العصر الحديث
أصبح العرض العسكري الذي أقيم في باكو في 9 أكتوبر 1992، في عهد أبوالز الشيبي، خطوة نحو تعزيز ثقة الجيش واهتمامه، وكذلك تعزيز الوطنية.تأسست القاعدة العسكرية في البلاد في أواخر عام 1993. ومنذ ذلك الوقت فصاعداً، تم حساب مبنى الجيش بمبادئ علمية، وهربت القوات المسلحة من الفقر، وانتهى تسييس الجيش.خلال فترة حكم حيدر علييف، كل من الرئيس والقائد الأعلى، ركز على قوة الجيش.ووفقاً لمرسوم الرئيس حيدر علييف في 22 مايو / أيار 1998، أعلن يوم القوات المسلحة لجمهورية أذربيجان يوم تشكيل الفيلق الأذربيجاني - في 26 يونيو / حزيران، ويتم الاحتفال بهذا العام كل عام كعيد رسمي للدولة.اليوم، الجيش الوطني الأذربيجاني، الذي يعتبر الجيش الأكثر حداثة في القوقاز، يتألف من الدفاع العسكري والدفاع الجوي والبحرية والقوات البرية.هذه الأنواع من القوات قادرة على محاربة الطائرات المقاتلة والقنابل بفعالية مع المنافسين المحتملين.وضمن رابطة الدول المستقلة، تعتبر أذربيجان واحدة من أقوى الدول ذات قدرات الدفاع الجوي.تتوسع القدرات العسكرية للقوات المسلحة الأذربيجانية التي تزداد سنوياً من الميزانية، تبعاً لذلك.

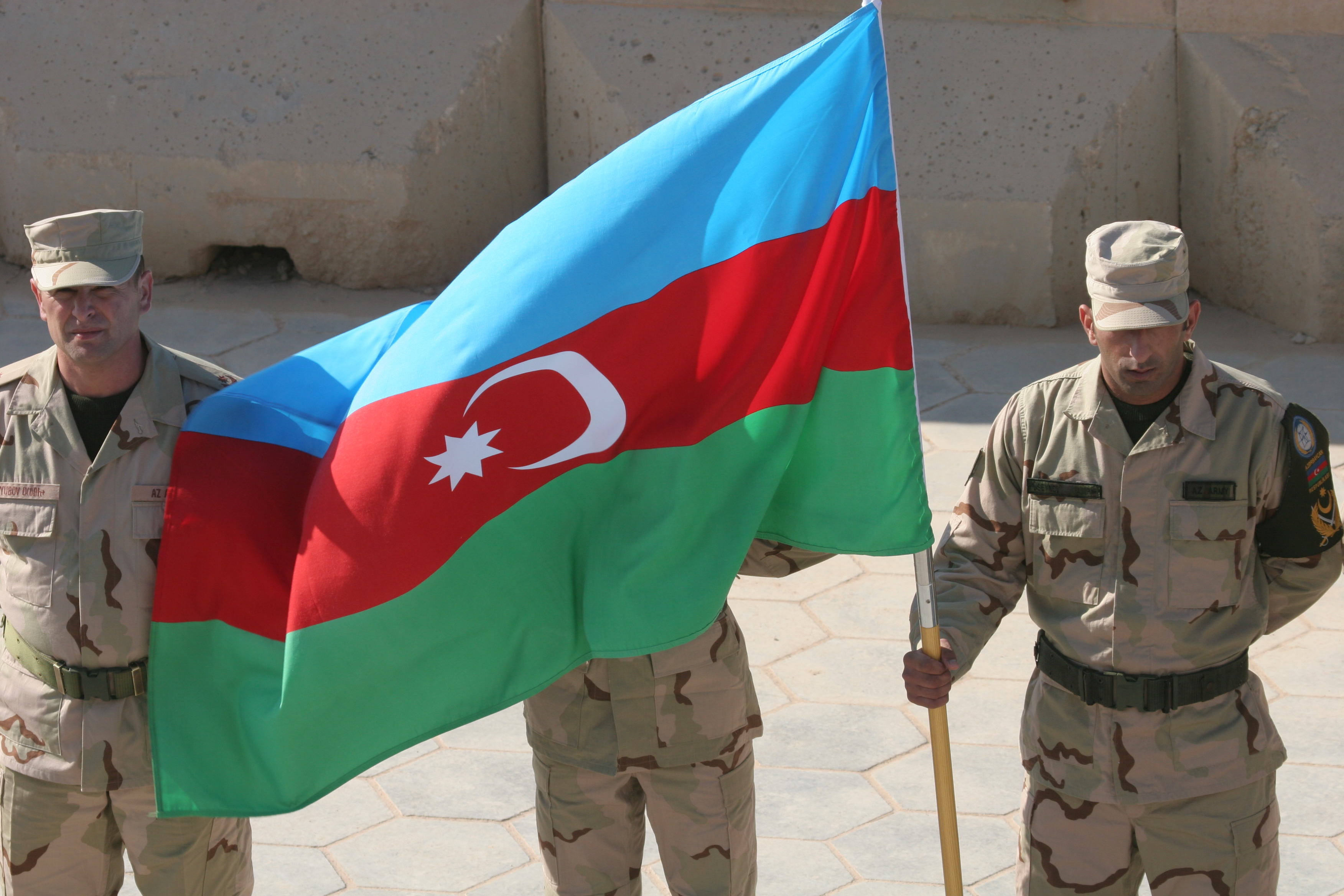

## الهيكل التنظيمي

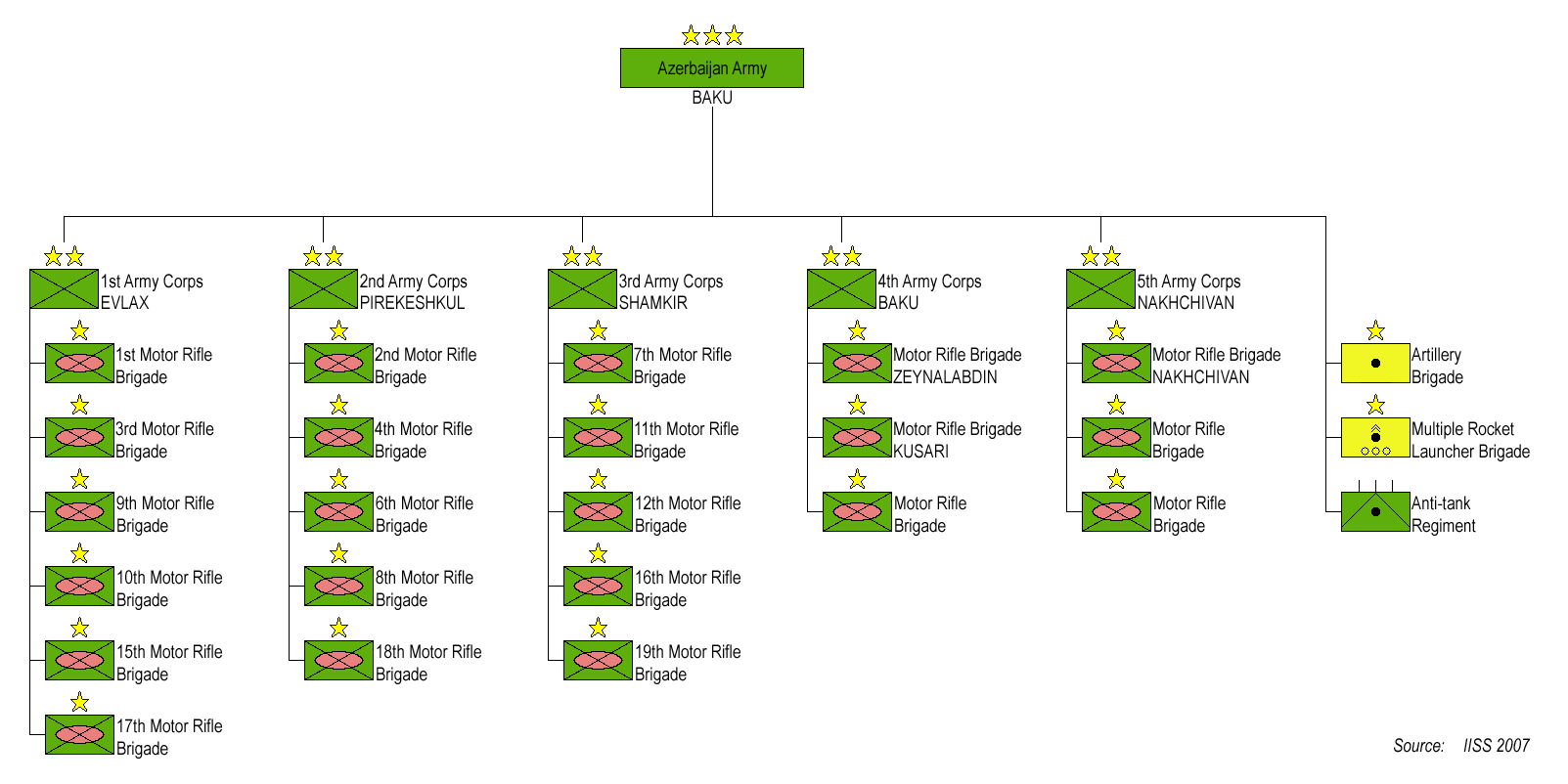
ترتيب القوات في الجيش الأذربايجاني